# Dramatická báchorka
Dramatická báchorka je pohádková hra se zpěvy. (Samotná báchorka je synonymum slova pohádka.)
Kořeny má v baroku. Česká báchorka potom navazuje na vídeňskou lidovou hru. Spojuje fantastické motivy s nejdůležitějšími otázkami soudobé společnosti. Má pevnou dějovou stavbu, do níž jsou vkládány zpěvné vložky. Děj obyčejně sleduje chybujícího hrdinu a jeho napravení. Ke šťastnému rozuzlení příběhu přispívají nadpřirozené postavy.
Českou báchorku rozvinul především Josef Kajetán Tyl, který její děj umístil na venkov a úlohu nadpřirozených bytostí udělil postavám známým z české folklorní tradice (polednice, divé ženy, lesní víly apod.) Největší popularitu pak dosáhla Tylova první báchorka, Strakonický dudák aneb Hody divých žen.